# Gersekarát
Gersekarát (vyslovováno [geršekarát]) je obec v Maďarsku v župě Vas, spadající pod okres Vasvár. Vznikla spojením dvou vesnic Gerse a Karátföld. Nachází se asi 8 km jihozápadně od Vasváru. V roce 2015 zde žilo 639 obyvatel. Dle údajů z roku 2011 tvoří 83,3 % obyvatelstva Maďaři, 0,3 % Slovinci, 0,3 % Romové, 0,2 % Němci a 0,2 % Slováci, přičemž 16,6 % obyvatel se k národnosti nevyjádřilo.
Gersekarát leží na silnici 7441. Sousedními obcemi jsou Döbörhegy, Halastó, Petőmihályfa, Sárfimizdó a Telekes, sousedním městem Vasvár.